# Alexander Spoerl

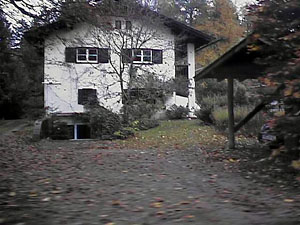
Haus der Spoerls, 1998

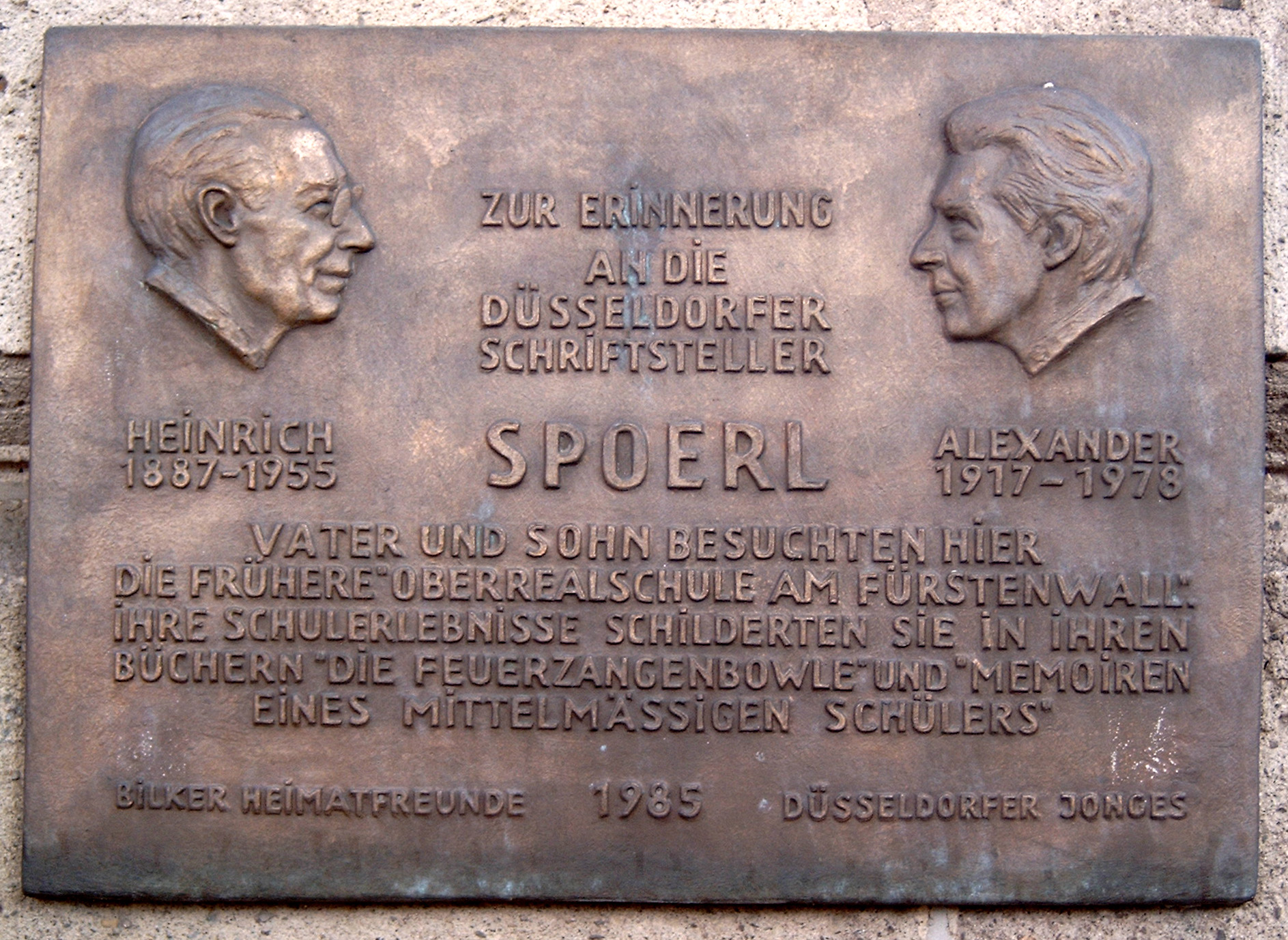
Gedenkplakette für die Schriftsteller Heinrich und Alexander Spoerl am Gebäude ihrer früheren Schule am Fürstenwall in Düsseldorf (seit 1998 „Lore-Lorentz-Schule", zuvor Kollegschule Kikweg“)

Alexander Johann Heinrich Spoerl (* 3. Januar 1917 in Düsseldorf; † 16. Oktober 1978 in Rottach-Egern) war ein deutscher Schriftsteller, Film- und Rundfunkautor.

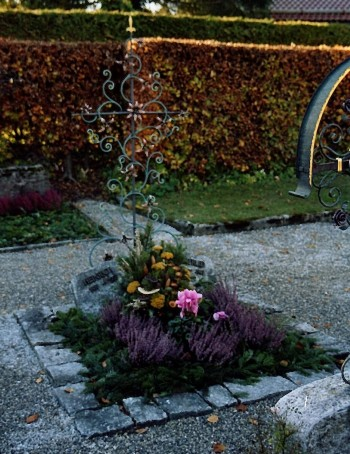
Grabstätte von Alexander Spoerl

## Leben
Alexander Spoerl war Sohn des später durch humorvolle Unterhaltungsromane wie Die Feuerzangenbowle bekannten Schriftstellers Heinrich Spoerl und dessen Gattin Gertrud. Nach der Schulzeit (Oberrealschule am Fürstenwall in Düsseldorf-Bilk, heutiges Geschwister-Scholl-Gymnasium, das sich jedoch nicht mehr am Fürstenwall befindet) studierte er zunächst Maschinenbau an der Technischen Hochschule Charlottenburg. Zwischen 1939 und 1949 arbeitete er als Dolmetscher, Ingenieur, Filmproduktionsassistent und Mietwagenchauffeur. Er unterstützte 1942 Libertas Schulze-Boysen als deren Mitarbeiter in der Kulturfilmzentrale des Reichspropagandaministeriums bei einer Fotosammlung zu den Gewalttaten an der Ostfront für die  Widerstandsgruppe Rote Kapelle. 1949 wandte er sich der Schriftstellerei zu.
1948 heiratete er Margot Klinzmann aus Berlin, mit der er zwei Kinder bekam: Anna-Katharina Gertrud, geb. 1949, und Florian Alexander, geb. 1951. Nach seiner Scheidung heiratete er 1954 die Düsseldorfer Fotografin Ingeborg Wollenzien.
Spoerl starb am 16. Oktober 1978 an einem Herzinfarkt in Rottach-Egern am Tegernsee (Oberbayern) und wurde dort auf dem neuen katholischen Friedhof im Grab seiner Eltern beigesetzt.

## Künstlerisches Schaffen
Spoerls bekannteste Werke entstanden in den 1950er Jahren. In seinem charakteristischen Stil – eine Mischung aus Humor und Ironie, gemischt mit melancholischen Untertönen – nahm er die Schwächen seiner Zeitgenossen sowohl in der Gegenwart als auch während des Nationalsozialismus, Behörden, Beamte und Justiz immer wieder aufs Korn.
Er publizierte neben Romanen wie Memoiren eines mittelmäßigen Schülers (Erstveröffentlichung 1950; in Reminiszenz an Libertas Schulze-Boysen, eine Vertraute der Roten Kapelle, die er in der Zeit des Nationalsozialismus bis zu ihrer Hinrichtung 1942 kannte) und Bürgersteig, vor allem Fachbücher (u. a. Mit dem Auto auf Du, Das große Hundebuch) und schrieb als Autotester für die Zeitschrift Stern. Sein letztes Werk Die braunen Dreißiger konnte er nicht mehr vollenden, es wurde postum 1988 veröffentlicht.

## Spoerl über Spoerl
„Geboren 1917 mit langen Haaren, etwa acht Pfund. Biß Damen beim Teekränzchen in die Beine, kam dann in die Schule und besserte mich auch hinterher nicht. Studierte Maschinenbau, war Dramaturg, wurde Ingenieur. Beim Militär erreichte ich den Rang eines Obersoldaten, ohne den Krieg dadurch wesentlich zu verlängern. Wurde Dolmetscher, Mietautochauffeur, Vermögensverwalter. Schließlich Schriftsteller.“

„Frauen finde ich großartig, Autos bezaubernd, Wein unentbehrlich. Bei allem rauche ich Pfeife. Wenn ich arbeite, bin ich gut gelaunt, aber unausstehlich. Wenn ich nichts tue, werde ich sanft, aber deprimiert. Beethoven ist mir schon zu modern, Hitler Gott sei Dank tot, Einstein verstehe ich nicht. In Gesellschaft rede am liebsten ich, womit ich mich am besten unterhalte. Bei Verabredungen bin ich pünktlich, sofern ich sie nicht ganz vergesse. Das Finanzamt bekommt noch Geld von mir. Womit meine Ehre hinreichend gerettet ist.“

## Werke (Auswahl)
- Der eiserne Besen. Von Vater und Sohn Spoerl. 1949 (gemeinsam mit Heinrich Spoerl)
- Memoiren eines mittelmäßigen Schülers. R. Piper & Co, München 1950 (populärstes Werk; Neuausgabe 1995).
- Ich habe nichts damit zu tun (späterer Titel: Der Mann, der keinen Mord beging. Eine fast ernste Kriminalgeschichte. R. Piper & Co., München), 1951
- Ein unbegabter Liebhaber. 1952
- Mit dem Auto auf du. 1953
- Moral unter Wasser. 1953
- Bürgersteig – Aufsässiger Roman. 1954
- Gentlemen in Unterhosen – Lehrbuch für den Herrn im Hause. 1955 (späterer Titel: Gentlemen können es selbst)
- Mit Motorrad und Roller auf du. 1955
- Auf dem Busen der Natur – Ein heiteres Buch für Leute innerhalb und außerhalb des Zelts. 1956
- Mit der Kamera auf du. 1957
- Umgang mit einer Göttin. (Eine Werbebroschüre für Citroën) 1958
- Teste selbst – Für Menschen, die ein Auto kaufen. 1959
- So ist der Alltag ein Scherz. 1960
- Fische fangen. 1960
- Matthäi am letzten – Roman um einen Weltuntergang. 1960
- Der Panne an den Kragen. R. Piper & Co, München 1962.
- Kleiner Mann baut im Tessin. R. Piper & Co, München 1963.
- So kam der Mensch auf Auto. 1963
- Vergrößern eine Kleinigkeit. 1964
- Der Mensch im Auto – Enthüllungen und Ratschläge. R. Piper & Co, München 1965.
- Auto im Winter – Eine kleine Plauderei mit praktischen Tips für das Autofahren im Winter. 1966
- Die anderen Leute – von fünfundvierzig bis heute. 1967
- Filmen mit Spoerl. 1967
- Menschen dritter Klasse. 1968 (über Obdachlose, unter die sich Spoerl als Lehrer mischt)
- Groschen und Millionen – Alles Wichtige über Lotto und Toto, Kreuzchen und Systeme, Einsatz und Gewinn. 1969
- Das große Auto-ABC. 1970
- Unter der Schulbank geschrieben. 1970
- Computerbuch. 1971
- Ein unbegabter Ehemann. 1972
- Der alphabetische Herr. 1973
- Mikrowellen-Kochen – Gerätetechnik, Anwendung, Rezepte. 1973
- Pachmayr – Lebenslauf einer Leiche. 1973
- Der Klang macht die Musik – alles über Platten, Bänder und Geräte. 1975
- Mehr über die Heizung. (für die Fa. Buderus) 1975
- Die Sache fing von vorne an – Ein Jugendroman. 1976 (für Kinder ab 10)
- Das neue Angelbuch in Farbe. 1977
- Das neue Hundebuch in Farbe – alles über Ihren Partner und Sie. 1978
- Hausherrenbrevier – vom Umgang mit Nägeln, Schrauben und anderen Heimsuchungen. 1985
- Die braunen Dreißiger. 1988 (aus dem Nachlass)
- Der Mann, der keinen Mord beging: eine fast ernste Kriminalgeschichte. Neuausgabe, 5. Auflage, 27.–33. Tsd. Verlag Piper, München 1994, ISBN 978-3-492-11907-8.

## Verfilmungen
- 1968: Der Mann, der keinen Mord beging – Fernseh-Mehrteiler – Regie: Hans Quest, mit Karl-Michael Vogler, Grit Boettcher, Kerstin de Ahna, Erik Ode, Georg Lehn und Herbert Mensching
- 1974: Auch ich war nur ein mittelmäßiger Schüler – Spielfilm nach Motiven des Romans Memoiren eines mittelmäßigen Schülers – Regie: Werner Jacobs, mit Detlev Eckstein, Bernd Herberger und Jutta Speidel